# ریگل ام کایزرشتوهل
ریگل ام کایزرشتوهل (به آلمانی: Riegel am Kaiserstuhl) یک شهر در آلمان است که در امندینگن واقع شده‌است. ریگل ام کایزرشتوهل ۳٬۵۹۵ نفر جمعیت دارد.